# Island i olympiska sommarspelen 1984
Island deltog med trettio deltagare vid de olympiska sommarspelen 1984 i Los Angeles. Totalt vann de en medalj och slutade på fyrtiotredje plats i medaljligan.

## Medaljer

### Brons
- Bjarni Friðriksson - Judo, lätt tungvikt (95 kg)

## Friidrott
Herrarnas 400 meter
- Oddur Sigurdsson
  - Heat — 46,30
  - Kvartsfinal — 46,07 (→ gick inte vidare)

Herrarnas längdhopp
- Kristján Harðarson
  - Kval — 7,09m (→ gick inte vidare, 22:a plats)

Herrarnas spjutkastning
- Einar Vilhjálmsson
  - Kval — 80,94m
  - Final — 81,58m (→ 6th place)

- Sigurður Einarsson
  - Kval — 69,82m (→ gick inte vidare, 26:e plats)

Damernas höjdhopp
- Thórdís Gísladóttir
  - Kval — 1,80m (→ gick inte vidare, 24:e plats)

Damernas spjutkastning
- Íris Grönfeldt
  - Kval — 48,70m (→ gick inte vidare)

## Handboll
Herrar
Gruppspel
| Rank | Lag         | Pld | W | D | L | GF  | GA  | Poäng |  | Socialistiska federativa republiken Jugoslavien | Rumänien | Island | Schweiz | Japan | Algeriet |
| ---- | ----------- | --- | - | - | - | --- | --- | ----- |  | ----------------------------------------------- | -------- | ------ | ------- | ----- | -------- |
| 1.   | Jugoslavien | 5   | 4 | 1 | 0 | 123 | 76  | 9     |  | X                                               | 19:18    | 22:22  | 25:11   | 32:15 | 25:10    |
| 2.   | Rumänien    | 5   | 4 | 0 | 1 | 120 | 91  | 8     |  | 18:19                                           | X        | 26:17  | 23:17   | 28:22 | 25:16    |
| 3.   | Island      | 5   | 3 | 1 | 1 | 102 | 96  | 7     |  | 22:22                                           | 17:26    | X      | 23:16   | 21:17 | 19:15    |
| 4.   | Schweiz     | 5   | 2 | 0 | 3 | 83  | 102 | 4     |  | 11:25                                           | 17:23    | 16:23  | X       | 20:13 | 19:18    |
| 5.   | Japan       | 5   | 1 | 0 | 4 | 84  | 107 | 2     |  | 15:32                                           | 22:28    | 17:21  | 13:20   | X     | 17:16    |
| 6.   | Algeriet    | 5   | 0 | 0 | 5 | 75  | 105 | 0     |  | 10:25                                           | 16:25    | 15:19  | 18:19   | 16:17 | X        |